# Victor Pulliat
Victor Pulliat fue un agrónomo, ampelógrafo francés ( * 27 de abril de 1827 , Chiroubles, Rodano - 12 de agosto de 1896).

## Biografía
Fue el autor de la revista Le Vignoble, libro escrito en colaboración con Alphonse Mas en 3 volúmenes. Numerosos colaboradores asistieron al autor, como H. Bouschet, Dl Houbdine, Henri Marès, Mortillet, Oudart, Pellicot, Rouget, Tripier, Villa Maior,...
En 1869, funda la "Sociedad Regional de Viticultura de Lyon. En 1884, es nombrado profesor titular de la cátedra de viticultura en el Instituto Nacional Agronómico de París, y toma en 1889 la dirección de la "Escuela de Agricultura de Écully
En Beaujolais, preconiza los injertos para luchar contra la filoxera: insecto homóptero temido aparecido en Francia en 1863, a raíz de la importación de plantas estadounidenses.
Algunas canciones contemporáneas hacen de él, incluso hoy homenaje :

"Je lève mon verre et je bois
À ta santé Victor Pulliat"

"Yo levanto mi copa y bebo
A tu salud Víctor Pulliat"

## Algunas publicaciones
- Le Vignoble, ou Histoire, culture et description avec planches coloriées des vignes à raisins de table et à raisins de cuve les plus généralement connues... París, Masson, 1874-1879 ;
- Manuel du greffeur de vignes. Tercera edición. Villefranche et Montpellier et chez l'auteur à Chiroubles, 1886

- La abreviatura «Pulliat» se emplea para indicar a Victor Pulliat como autoridad en la descripción y clasificación científica de los vegetales.[1]